# Tuyên bố Pakistan

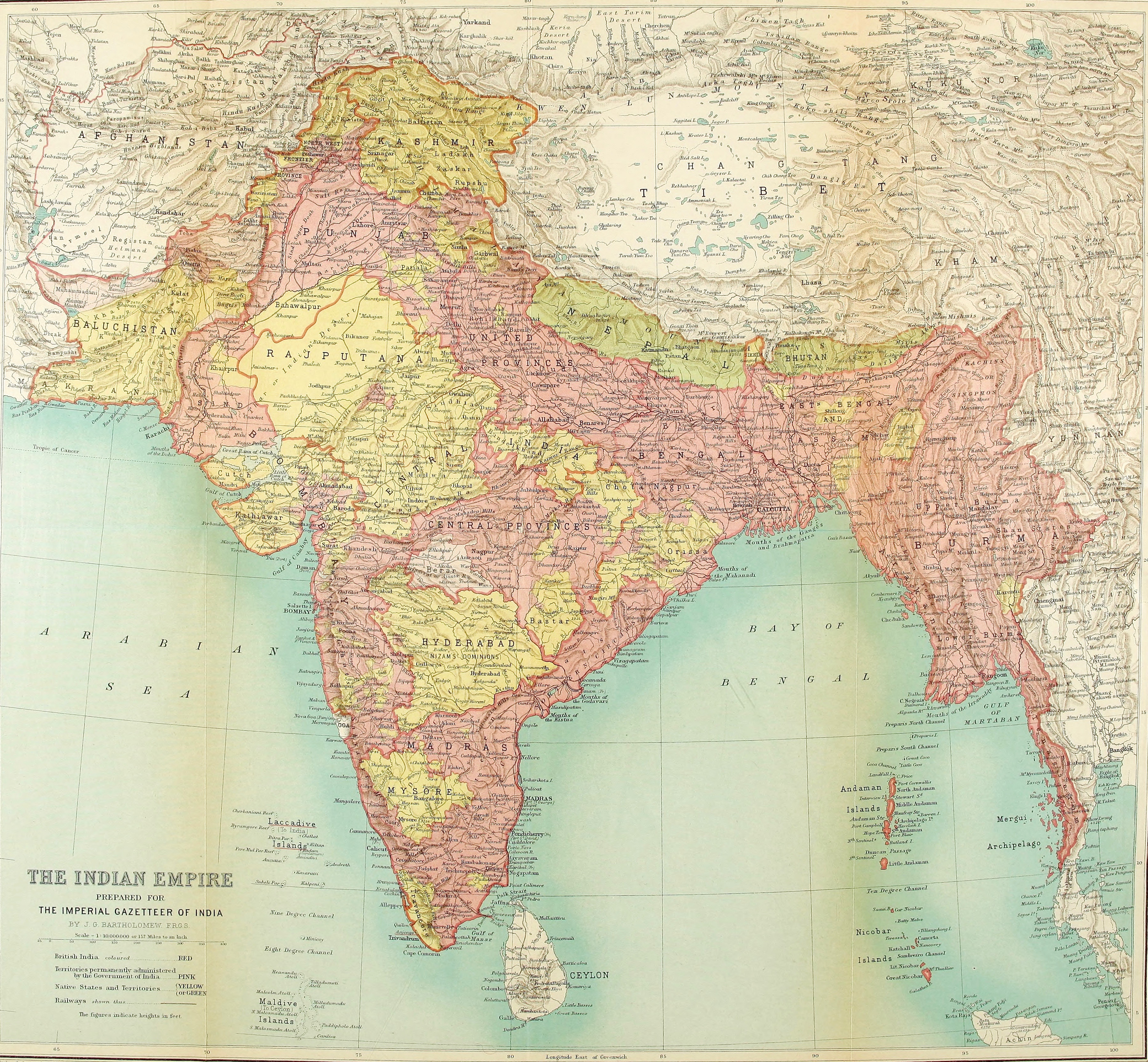
Bản đồ Ấn Độ thuộc Anh năm 1922

"Tuyên bố Pakistan" (có tiêu đề Bây giờ hoặc không bao giờ; Chúng ta sẽ sống hay diệt vong mãi mãi? (tiếng Anh: Now or Never; Are We to Live or Perish Forever?) là một cuốn sách nhỏ được viết và xuất bản bởi Choudhary Rahmat Ali, vào ngày 28 tháng 1 năm 1933, trong đó từ Pakstan (không có chữ "i") được sử dụng lần đầu tiên và được lưu hành cho các đại biểu của Hội nghị Bàn tròn thứ ba vào năm 1932.

## Thỉnh nguyện thư
Cuốn sách nhỏ được tạo ra để lưu hành cho các đại biểu Anh và Ấn Độ tham dự Hội nghị Bàn tròn thứ ba tại Luân Đôn năm 1933.
Nó được gửi cùng với một lá thư thỉnh nguyện bao gồm ngày 28 tháng 1 năm 1933 được ký bởi một mình Rahmat Ali, và được gửi từ địa chỉ Số 3 Humberstone Road. Nội dung:

Tôi gửi kèm theo đây một lời kêu gọi thay mặt cho ba mươi triệu người Hồi giáo PAKSTAN, sống ở năm Đơn vị phía Bắc của Ấn Độ, bang Punjab, Tỉnh biên giới Tây Bắc (Afghan), Gujarat, Kashmir, Sind và Baluchistan. Thể hiện nhu cầu của họ về việc công nhận tình trạng quốc gia của họ, khác biệt với các cư dân khác của Ấn Độ, bằng cách cấp một Hiến pháp Liên bang riêng biệt cho Pakstan trên cơ sở tôn giáo, xã hội và lịch sử.

## Bây giờ hoặc không bao giờ; Chúng ta sẽ sống hay diệt vong mãi mãi?
Cuốn sách nhỏ bắt đầu với câu nổi tiếng này:

Vào giờ trọng thể này trong lịch sử Ấn Độ, khi các chính khách Anh và Ấn Độ đang đặt nền móng của Hiến pháp Liên bang cho vùng đất đó, chúng tôi gửi lời kêu gọi này đến bạn, nhân danh di sản chung của chúng ta, thay mặt cho "ba mươi triệu anh em Hồi giáo" của chúng ta những người sống ở PAKSTAN, theo ý chúng ta là năm đơn vị phía Bắc của Ấn Độ, Viz: Punjab, Tỉnh biên giới Tây Bắc (Tỉnh Afghan), Kashmir, Sindh và Baluchistan.

Cuốn sách nhỏ yêu cầu "năm đơn vị phía Bắc của Ấn Độ" — Punjab, Tỉnh biên giới Tây Bắc (tỉnh Afghan), Kashmir, Sindh và Baluchistan (hay Pakstan) trở thành một quốc gia độc lập với Ấn Độ.
Cuốn sách nhỏ của Ali đã có một mô tả rõ ràng và cô đọng mong muốn của người Hồi giáo về đề xuất 'Pakstan' như một 'quốc gia', sau này tạo thành nền tảng cho lý thuyết hai quốc gia của Liên đoàn Hồi giáo toàn Ấn Độ:
| “ | Tôn giáo và văn hóa của chúng ta, lịch sử và truyền thống của chúng ta, bộ luật xã hội và hệ thống kinh tế của chúng ta, luật thừa kế, kế thừa và hôn nhân của chúng ta về cơ bản khác với hầu hết các dân tộc sống ở phần còn lại của Ấn Độ. Những lý tưởng khiến nhân dân chúng ta hy sinh cao nhất về cơ bản khác với những lý tưởng truyền cảm hứng cho người Ấn giáo làm điều tương tự. Những khác biệt này không giới hạn các nguyên tắc cơ bản, rộng lớn. Từ nó. Chúng mở rộng đến những chi tiết nhỏ nhất trong cuộc sống của chúng ta. Chúng ta không ăn tối; chúng tôi không kết hôn nội bộ. Phong tục và lịch quốc gia của chúng ta, thậm chí chế độ ăn uống và trang phục của chúng ta là khác nhau. Choudhry Rahmat Ali vào Tháng 1 năm 1933 | ” |

Ali tin rằng các đại biểu của Hội nghị Bàn tròn thứ nhất và thứ hai đã cam kết "một sai lầm không thể giải thích được và một sự phản bội đáng kinh ngạc" bằng cách chấp nhận nguyên tắc của Liên bang Ấn Độ. Ông yêu cầu tình trạng quốc gia của 30 triệu người Hồi giáo của các đơn vị tây bắc phải được công nhận và một Hiến pháp Liên bang riêng biệt được cấp cho họ.
Giáo sư KK Aziz viết rằng "Một mình Rahmat Ali đã soạn thảo bản tuyên bố này. Từ Pakstan được sử dụng lần đầu tiên trong cuốn sách nhỏ này. Để biến nó trở nên "tiêu biểu", ông tìm kiếm những người sẽ ký tên cùng với ông. Cuộc tìm kiếm khó khăn này trong sự kìm kẹp vững chắc của 'những người theo chủ nghĩa Ấn Độ' trong trí thức trẻ tại các trường đại học Anh đã khiến ông mất hơn một tháng để tìm thấy ba thanh niên ở Luân Đôn, những người mà ông đề nghị hỗ trợ và ký tên.
Sau khi xuất bản cuốn sách nhỏ, báo chí Hindu đã kịch liệt chỉ trích nó, và chỉ trích từ "Pakstan" được sử dụng trong đó. Vì vậy, từ này trở thành một chủ đề tranh luận sôi nổi. Với việc thêm chữ "i" để cải thiện cách phát âm, tên của Pakistan ngày càng phổ biến và dẫn đến sự khởi đầu của Phong trào Pakistan, và sau đó là sự thành lập Pakistan như một quốc gia độc lập vào năm 1947.

## Hậu quả
Trong những cuốn sách nhỏ sau này, ngoài Pakistan, Chaudhry cũng đề nghị thành lập một số quốc gia Hồi giáo khác trong tiểu lục địa như Bangistan và Osmanistan. Ông đề nghị các tỉnh Hồi giáo cũ của Đông Bengal và Assam ở Đông Ấn Độ trở thành Bangistan, một quốc gia Hồi giáo độc lập cho người Hồi giáo nói tiếng Bengal, Assamese và Bihari. Ông cũng đề nghị nhà nước quân chủ Hyderabad trở thành một chế độ quân chủ Hồi giáo được gọi là Osmanistan.
Sau khi Liên đoàn Hồi giáo toàn Ấn Độ chấp nhận kế hoạch phân vùng của Anh vào ngày 3 tháng 6 năm 1947, ông đã đưa ra một tuyên bố sáu ngày sau đó gọi là "Sự phản bội vĩ đại" nhằm từ chối kế hoạch của Anh và yêu cầu chấp nhận kế hoạch Pakistan của ông. Ông ta không hài lòng về một Pakistan nhỏ hơn so với điều mà ông đã nghĩ trong cuốn sách nhỏ năm 1933 của chính ông, Now or Never (Bây giờ hoặc không bao giờ). Ông lên án Jinnah vì đã chấp nhận một Pakistan nhỏ hơn, và gọi hắn là "Quisling-e-Azam". Cuối cùng, kế hoạch của Anh đã được chấp nhận và Ali bị từ chối. Ali đã bày tỏ không hài lòng với việc thành lập Pakistan kể từ đó.
Mian Abdul Haq, một người đương thời với Rahmat Ali tại Đại học Cambridge, tuyên bố rằng, sau năm 1935, quan điểm tinh thần của Rahmat Ali đã thay đổi do một nghiên cứu về "các tác phẩm lớn của Đức Quốc xã, trong đó ông biết nhiều đoạn văn đắc nhân tâm".

## Tác giả
Tác giả của cuốn sách nhỏ nổi tiếng này là Chaudhary Rahmat Ali (16 tháng 11 năm 1897 - 3 tháng 2 năm 1951), một người theo chủ nghĩa dân tộc Hồi giáo từ Punjab, một trong những người đề xướng sớm nhất việc thành lập nhà nước Pakistan. Ông có công tạo ra cái tên "Pakistan" cho một quê hương Hồi giáo riêng biệt từ tên vùng và các tỉnh của Ấn Độ thuộc Anh. Ông đã tuyên truyền Đề án Pakistan với lòng nhiệt thành truyền giáo kể từ năm 1933. Sau đó, ông cũng thành lập Phong trào Quốc gia Pakistan để tuyên truyền ý tưởng của ông. Là một nhà tư tưởng chính trị và một người duy tâm, ông muốn nhiều hơn là chấp nhận một Pakistan nhỏ hơn vào năm 1947 và cứu mọi người Hồi giáo Ấn Độ khỏi cái gọi là "sự thống trị của Ấn Độ giáo".
Sau khi phân chia và thành lập Pakistan vào năm 1947, Ali trở về Lahore, dự định ở lại đất nước này, nhưng ông đã bị Thủ tướng Liaqat Ali Khan trục xuất khỏi Pakistan. Đồ đạc của ông bị tịch thu, và ông về Anh tay trắng vào tháng 10 năm 1948.
Ali qua đời vào ngày 3 tháng 2 năm 1951 tại Cambridge. Theo Thelma Frost, ông ta "nghèo khổ, tuyệt vọng và cô đơn" vào lúc chết. Lo sợ (chính xác) rằng ông có thể đã mất khả năng thanh toán, Master of Emmanuel College, Cambridge là Edward Welbourne đã chỉ thị rằng Trường sẽ trang trải chi phí cho tang lễ. Ông được chôn cất vào ngày 20 tháng 2 tại Nghĩa trang Thành phố Cambridge ở Cambridge, Anh. Các chi phí tang lễ và các chi phí y tế khác đã được Cao ủy Pakistan trả lại vào tháng 11 năm 1953, sau việc trao đổi bằng thư kéo dài giữa các văn phòng Luân Đôn và các cơ quan hữu quan ở Pakistan.